# Urey (cràter)

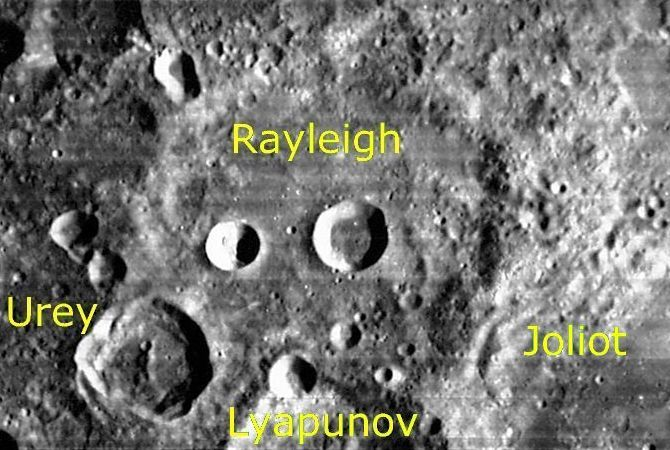
Urey, Rayleigh, and surroundings. NASA photo.

Urey és un cràter d'impacte de la Lluna situat entre la zona occidental dels cràters Rayleigh i Lyapunov. Es troba prop de l'extrem est-nord-est de la Lluna, per la qual cosa es mostra amb un fort escorç vist des de la Terra.
La vora d'Urey té protuberàncies externes al llarg dels costats de l'oest i del sud-est. No hi ha cràters notables al llarg de la vora o paret interior. No obstant això, alguns petits cràters jeuen sobre el sòl interior, incloent-hi un cràter en l'extrem nord de la serralada central. Aquest grup de baixos pujols divideix el fons en dos, de nord a sud per una distància d'aproximadament un terç del diàmetre del cràter.
Inicialment aquest cràter va ser anomenat Rayleigh A, un cràter satèl·lit de Rayleigh, abans de ser canviat el nom per la Unió Astronòmica Internacional (UAI) en 1985.